# Комаргодски, Зохар
Зохар Комаргодски (род. 10 марта 1983) — израильский физик—теоретик, специалист по квантовой теории поля. Получил степень доктора наук в 2008 году, защитив диссертацию в Институте Вейцмана. Работает профессором Университета штата Нью-Йорк в Стони-Бруке. Обладатель нескольких крупных научных наград, включая медаль Грибова (2013), Премию по фундаментальной физике (2013), премию Саклера (2018) и премию Томассони (2021).
Основные достижения:
- В 2011 году вместе с Адамом Швиммером доказал a-теорему в квантовой теории поля.
- В 2013 году вместе с Александром Жибоедовым продемонстрировал универсальный предел операторов конформной теории поля при больших спинах.
- Внёс вклад в теорию суперсимметрии.

## Избранные публикации
- Komargodski Z., Seiberg N. From linear SUSY to constrained superfields // Journal of High Energy Physics. — 2009. — Vol. 2009. — P. JHEP09(2009). — doi:10.1088/1126-6708/2009/09/066.
- Komargodski Z., Schwimmer A. On renormalization group flows in four dimensions // Journal of High Energy Physics. — 2011. — Vol. 2011. — P. 99. — doi:10.1007/JHEP12(2011)099.
- Closset C., Dumitrescu T.T., Festuccia G., Komargodski Z. Supersymmetric field theories on three-manifolds // Journal of High Energy Physics. — 2013. — Vol. 2013. — P. 17. — doi:10.1007/JHEP05(2013)017.
- Komargodski Z., Zhiboedov A. Convexity and liberation at large spin // Journal of High Energy Physics. — 2013. — Vol. 2013. — P. 140. — doi:10.1007/JHEP11(2013)140.
- Gaiotto D., Kapustin A., Komargodski Z., Seiberg N. Theta, time reversal and temperature // Journal of High Energy Physics. — 2017. — Vol. 2017. — P. 91. — doi:10.1007/JHEP05(2017)091.